# Jonathan Pryce
John Price (Holywell, Gales, 1 de junio de 1947), conocido artísticamente como Jonathan Pryce, es un actor británico.
Es conocido por interpretar al gobernador de Port Royal, Weatherby Swann, en las tres primeras películas de la saga cinematográfica Piratas del Caribe entre 2003 y 2007. 
En la televisión ha tenido papeles destacados en series como Juego de tronos, The Crown, Taboo (2017) o la miniserie Wolf Hall, así como en la serie Slow Horses (2022) 
En el cine ha intervenido en películas como Brazil (1985), el drama Glengarry Glen Ross (1992), Carrington, Evita (1996), El mañana nunca muere de James Bond (1997) o la película de terror Stigmata (1999). 
En años recientes ha hecho papeles en La buena esposa (2017), a don Quijote en la película de Terry Gilliam El hombre que mató a don Quijote (2018) y al papa Francisco en la película Los dos papas (2019), el cual le dio su primera nominación como actor a los Óscar.

## Biografía
Tras graduarse en la Royal Academy of Dramatic Art (RADA), en Londres, Jonathan Price trabajó en varias compañías de teatro como la Royal Shakespeare Company y el Everyman Theatre Liverpool durante los años setenta.
En 1980, apareció como Ken en Breaking Glass y tuvo un pequeño pero importante papel en el duodécimo episodio de la serie radial Hitchhiker's Guide to the Galaxy. En 1983 apareció en televisión haciendo un pequeño papel en Martin Luther, Heretic y también en la película The Ploughman's Lunch, con guion de Ian McEwan.
En 1985 se destacó mundialmente encarnando el papel de Sam Lowry, el protagonista de la película Brazil, dirigida por Terry Gilliam. El actor volvió a trabajar junto con Terry Gilliam en Las aventuras del barón Munchausen (The Adventures of Baron Munchausen) (1989) y Los hermanos Grimm (The Brothers Grimm) (2005).
Pryce ganó un premio Tony por su papel en Miss Saigón en su presentación original en Broadway. También se destacó por su actuación en la obra teatral La gaviota de Antón Chéjov en 1985.
Entre 1993 y 1994, fue locutor de la serie de publicidades de Infiniti para la televisión estadounidense. Estos comerciales fueron objeto de una popular parodia realizada por Mike Myers en Saturday Night Live en diciembre de 1993, donde aquel realiza una imitación de Pryce proponiendo la instalación de inodoros en lujosos automóviles.
Pryce ha desempeñado papeles de personajes muy diferenciados, como el tímido protagonista de Brazil, la fuerte personalidad de Perón en Evita o el malvado barón Elliot Carver en la película de James Bond El mañana nunca muere.
También ha actuado en el concierto de lanzamiento de la Asamblea Nacional de Gales recitando poemas de Dafydd ap Gwilym.
En 2017, interpretó al papa Francisco en una producción de Netflix. En 2020, fue nominado al premio Óscar a mejor actor por su actuación en la película.

## Filmografía

### Participaciones teatrales
Lista incompleta
- Comedians (Comediantes) (1975), como Gethin Price;
- Hamlet (1980), como Hamlet;
- Accidental Death of an Anarchist (1982);
- Miss Saigón (1989), como el Ingeniero;
- Nine (1992), como Guido Contini;
- Oliver! (1994);
- La cabra o ¿quién es Sylvia? (2004), como Martin;
- Dirty Rotten Scoundrels (2006), como Lawrence Jameson;
- Glengarry Glen Ross (2007), como Shelly Levene;
- Dimetos (2009), como Dimetos;
- The Caretaker (en Trafalgar Studios en 2010), como Davies;
- El rey Lear (en Almeida Theatre en 2012), como el rey Lear.

### Cine
| Año  | Título                                                 | Personaje                         | Observaciones |
| ---- | ------------------------------------------------------ | --------------------------------- | --- |
| 1976 | Voyage of the Damned                                   | Joseph Manasse                    | |
| 1980 | Breaking Glass                                         | Ken                               | |
| 1981 | Loophole                                               | Taylor                            | |
| 1982 | Praying Mantis                                         | Christian Magny                   | |
| 1983 | Something Wicked this Way Comes                        | Sr. Dark                          | Nominado – Saturn Award for Best Supporting Actor                                                                                                   |
| 1983 | The Ploughman's Lunch                                  | James Penfield                    | |
| 1983 | Martin Luther, Heretic                                 | Martin Luther                     | |
| 1985 | Brazil                                                 | Sam Lowry                         | |
| 1985 | The Doctor and the Devils                              | Robert Fallon                     | |
| 1986 | Haunted Honeymoon                                      | Charles Abbot                     | |
| 1986 | Jumpin' Jack Flash                                     | Jack                              | |
| 1987 | Man on Fire                                            | Michael                           | |
| 1988 | Consuming Passions                                     | Mr. Farris                        | |
| 1988 | Las aventuras del barón Munchausen                     | Right Ordinary Horatio Jackson    | |
| 1989 | Seducir a Raquel                                       | Norman                            | |
| 1992 | Glengarry Glen Ross                                    | James Lingk                       | Valladolid International Film Festival a mejor actor                                                                                                |
| 1992 | Freddie as F.R.O.7                                     | Trilby                            | Voz |
| 1993 | Dark Blood                                             | Harry                             | |
| 1993 | The Age of Innocence                                   | Rivière                           | |
| 1993 | Barbarians at the Gate                                 | Henry Kravis                      | |
| 1994 | A Business Affair                                      | Alec Bolton                       | |
| 1994 | A Troll in Central Park                                | Alan                              | Voz |
| 1994 | Deadly Advice                                          | Dr. Ted Philips                   | |
| 1994 | Great Moments in Aviation                              | Duncan Stewart                    | |
| 1994 | Shopping                                               | Conway                            | |
| 1995 | Carrington                                             | Lytton Strachey                   | Ganador - Premio del Festival de Cannes al mejor actor Ganador - Evening Standard British Film Awards a mejor actor Nominado – BAFTA al mejor actor |
| 1996 | Evita                                                  | General Juan Perón                | |
| 1997 | Regeneration                                           | Dr. William Rivers                | Nominado – Genie Award a mejor actor Nominado – British Independent Film Award for Best Performance by a British Actor in an Independent Film       |
| 1997 | El mañana nunca muere                                  | Elliot Carver                     | |
| 1998 | Ronin                                                  | Seamus O'Rourke                   | |
| 1999 | Stigmata                                               | Cardenal Houseman                 | Nominado – Blockbuster Entertainment Award por actor de reparto – Horror                                                                            |
| 1999 | Deceit                                                 | Mark                              | |
| 2000 | The Suicide Club                                       | Bourne                            | |
| 2001 | El misterio del collar                                 | Cardenal Louis de Rohan           | |
| 2001 | Bride of the Wind                                      | Gustav Mahler                     | |
| 2001 | Very Annie Mary                                        | Jack Pugh                         | |
| 2002 | Amor sin condiciones                                   | Victor Fox                        | |
| 2003 | Pirates of the Caribbean: The Curse of the Black Pearl | Gob. Weatherby Swann              | |
| 2003 | What a Girl Wants                                      | Alistair Payne                    | |
| 2004 | De-Lovely                                              | Gabriel                           | Interpreta el tema «Blow, Gabriel, Blow» |
| 2005 | Los hermanos Grimm                                     | General Vavarin Delatombe         | |
| 2005 | The New World                                          | Rey Jacobo I y VI                 | |
| 2005 | Brothers of the Head                                   | Henry Couling                     | |
| 2006 | Pirates of the Caribbean: Dead Man's Chest             | Gob. Weatherby Swann              | |
| 2006 | Renaissance                                            | Paul Dellenbach                   | Voz |
| 2007 | Piratas del Caribe: en el fin del mundo                | Gob. Weatherby Swann              | |
| 2008 | Leatherheads                                           | CC Frazier                        | |
| 2008 | Bedtime Stories                                        | Marty Bronson                     | |
| 2009 | Echelon Conspiracy                                     | Mueller                           | |
| 2009 | G.I. Joe: Rise of Cobra                                | Presidente/Zartan                 | |
| 2011 | Hysteria                                               | Dr. Robert Dalrymple              | |
| 2013 | G.I. Joe: Retaliation                                  | Presidente/Zartan                 | |
| 2014 | Listen Up Philip                                       | Ike Zimmerman                     | |
| 2014 | The Salvation                                          | Mayor Keane                       | |
| 2015 | Woman in Gold                                          | Juez presidente William Rehnquist | |
| 2015 | Narcopolis                                             | Yuri Sidorov                      | |
| 2015 | Dough (La mejor receta)                                | Nat                               | |
| 2016 | To Walk Invisible                                      | Patrick Brontë                    | |
| 2016 | The Ghost and the Whale                                | Whale                             | |
| 2017 | The Man Who Invented Christmas                         | John Dickens                      | |
| 2017 | The Wife                                               | Joe Castleman                     | |
| 2018 | The Man Who Killed Don Quixote                         | Don Quijote                       | |
| 2019 | The Two Popes                                          | Papa Francisco                    | Nominado – Premios Oscar a mejor actor |
| 2023 | One Life                                               | Martin Blake                      | |

### Televisión
| Año       | Título                                          | Rol                   | Nota |
| --------- | ----------------------------------------------- | --------------------- | --- |
| 1972      | Doomwatch                                       | Policía               | |
| 1975      | Daft As a Brush                                 | Donald                | Telefilme |
| 1975 1979 | Play for Today                                  | Gethin Price / Tommy  | Episodios: «The Death of a Young, Young Man» (1975) y «Comedians» (1979) |
| 1976      | BBC2 Playhouse                                  | Playleader            | Episodio: «Play Things» |
| 1976      | Bill Brand                                      | Jamie Finn            | Episodio: «It Is the People Who Create» |
| 1977      | After the Boom Was Over                         | Sr. Ambrose           | Telefilme |
| 1977      | Chalk and Cheese                                | Dave Finn             | Episodio: «Pilot» |
| 1978      | Daft As a Brush                                 | Donald                | Telefilme |
| 1980      | The Day Christ Died                             | Herod Antipas         | Telefilme |
| 1980      | Spine Chillers                                  | Lector                | 5 episodios |
| 1981      | Timon of Athens                                 | Timon                 | Telefilme |
| 1981      | Roger Doesn't Live Here Anymore                 | Roger Flower          | 6 episodios |
| 1981      | Theatre Box                                     | Drippens              | Episodio: «School for Clowns» |
| 1982      | Murder Is Easy                                  | Mr. Ellsworthy        | Telefilme |
| 1983      | Praying Mantis                                  | Christian Magny       | Telefilme |
| 1988      | Tickets for the Titanic                         | Christian Magny       | Episodio: «Everyone a Winner» |
| 1988      | The Storyteller                                 | Rey                   | Episodio: «The Three Ravens» |
| 1990      | Screen Two                                      | William Wallace       | Episodio: «The Man from the Pru» |
| 1990      | The Jim Henson Hour                             | Rey                   | Episodio: «Food» |
| 1991      | Selling Hitler                                  | Gerd Heidemann        | Miniserie |
| 1993      | Mr. Wroe's Virgins                              | John Wroe             | Miniserie |
| 1993      | Barbarians at the Gate                          | Henry Kravis          | Nominado – Primetime Emmy Award for Outstanding Supporting Actor - Miniseries or a Movie Nominado – Golden Globe Award for Best Supporting Actor - Series, Miniseries or Television Film |
| 1993      | Thicker than Water                              | Sam                   | Telefilme |
| 1997      | David                                           | Saúl                  | Telefilme |
| 1999      | Doctor Who: The Curse of Fatal Death            | El Amo                | Especial de TV |
| 2001      | Victoria & Albert                               | Rey Leopoldo          | |
| 2002      | The Wonderful World of Disney                   | Maestro Schoenmacker  | Episodio: «Confessions of an Ugly Stepsister» |
| 2007      | Sherlock Holmes and the Baker Street Irregulars | Sherlock Holmes       | Telefilme |
| 2008      | My Zinc Bed                                     | Victor Quinn          | Telefilme |
| 2008      | Clone                                           | Dr. Victor Blenkinsop | 6 episodios |
| 2009      | Cranford                                        | Mr. Buxton            | 2 episodios |
| 2015      | Under Milk Wood                                 | Mr. Pugh              | Telefilme |
| 2015      | Wolf Hall                                       | Cardenal Wolsey       | 4 episodios |
| 2016      | To Walk Invisible                               | Patrick Brontë        | Telefilme |
| 2015-2016 | Juego de tronos                                 | Gorrión Supremo       | 12 episodios Nominado—Screen Actors Guild Award for Outstanding Performance by an Ensemble in a Drama Series (2016)                                                                      |
| 2017      | Taboo                                           | Sir Stuart Strange    | 8 episodios |
| 2022-2023 | The Crown                                       | Felipe de Edimburgo   | Temporada 5 y 6 |

## Premios y nominaciones

### Premios Óscar
| Año  | Categoría   | Película      | Resultado |
| ---- | ----------- | ------------- | --------- |
| 2020 | Mejor actor | Los dos papas | Nominado  |

### Premios BAFTA
| Año  | Categoría   | Película      | Resultado |
| ---- | ----------- | ------------- | --------- |
| 2020 | Mejor actor | Los dos papas | Nominado  |
| 1996 | Mejor actor | Carrington    | Nominado  |

### Premios Globo de Oro
| Año  | Categoría                                              | Película              | Resultado |
| ---- | ------------------------------------------------------ | --------------------- | --------- |
| 2020 | Mejor actor - Drama                                    | Los dos papas         | Nominado  |
| 1994 | Mejor actor de reparto de serie, miniserie o telefilme | Barbarian at the Gate | Nominado  |

### Festival Internacional de Cine de Cannes
| Año  | Categoría   | Película   | Resultado |
| ---- | ----------- | ---------- | --------- |
| 1995 | Mejor actor | Carrington | Ganador   |